# Gimnasio de Ptolomeo
El Gimnasio de Ptolemeo o Ptolemaion (en griego: Πτολεμαῖον, a veces también Ptolemaion) fue un antiguo gimnasio de Atenas, Grecia. Estaba situado en algún lugar al este del Ágora romana, en la zona del actual barrio de Plaka.

## Historia
El gimnasio de Ptolomeo fue construido en el período helenístico hacia 224/223 a. C. Construido por una donación de Ptolomeo III Euergetes, en cuyo honor recibió su nombre. En agradecimiento, los atenienses establecieron el festival Ptolemaias y un sacerdocio asociado en honor de Ptolomeo, y una nueva tribu ateniense, la13.ª llamada Ptolemais, que recibió un demo llamado Berenicidas,en honor de Berenice, la esposa de Ptolomeo.
Era uno de los principales centros de formación de los efebos de Atenas. Allí enseñaron muchos filósofos y retóricos. Entre los más famosos se encuentra el fundador de la llamada Nueva Academia, el escéptico Carnéades, que enseñó en el gimnasio en el siglo I a. C. El edificio fue supuestamente dañado o destruido en un ataque de Sila en el 86 a. C. Fue restaurado hacia el 30-20 a. C. El edificio fue destruido por un ataque al templo en 200 a expensas de Juba II. El gimnasio permaneció en uso hasta el año 200 d. C., cuando probablemente fue destruido en un  saqueo de Atenas  de los hérulos en 267 d. C. En el 300, partes del edificio se utilizaron posiblemente en la restauración del Partenón y el Asclepeion de Atenas.

## Descripción
Se desconoce su ubicación exacta. Una teoría es que se habría situado en algún lugar de la zona comprendida entre las actuales calles Lysíou y Prytaneíou, al este o sureste de la posterior ágora romana. Posiblemente fue construido en el sitio del Basileion, Bucoleion y otros edificios del período arcaico cuando ya no se usaban.
El gimnasio contaba probablemente con dos pistas para correr, un paradromis en un espacio abierto y una estoa, un xystos cubierto en un edificio con columnatas. Según una teoría, el paradromis era el Ágora desde el sur de la estoa de Átalo hacia el este y el camino que conducía al gimnasio, o bien la calle bordeada de estoas en medio del llamado Agoranomeón. Además de las instalaciones deportivas, el edificio albergaba salas de conferencias y una biblioteca, y estaba decorado con numerosas esculturas. Es posible que el Gimnasio contara también con un parque. El Gimnasio incluía una sección, posiblemente una palestra, conocida como el Diogeneion. El lugar de culto de los Ptolomeos pudo formar parte del edificio, pero algunas interpretaciones sugieren que estaba en otro lugar.